# Quercus hawkinsiae
Quercus hawkinsiae är en bokväxtart som beskrevs av George Bishop Sudworth. Quercus hawkinsiae ingår i släktet ekar, och familjen bokväxter.
Artens utbredningsområde är Tennessee. Inga underarter finns listade.